# 大艦巨砲主義

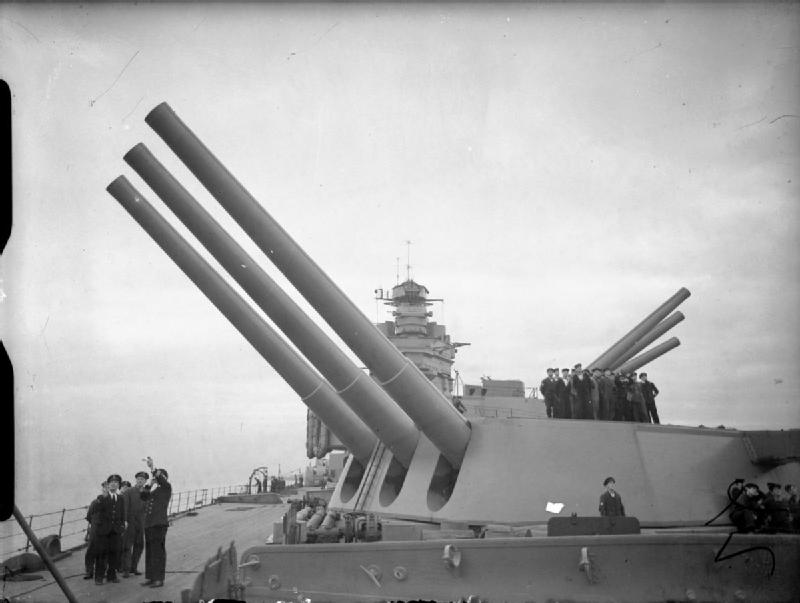
イギリス戦艦「ロドニー」の主砲（1940年）

大艦巨砲主義（たいかんきょほうしゅぎ、英語: the big gun battleship doctrine）とは、艦隊決戦による敵艦隊撃滅のため大口径の主砲を搭載し重装甲の艦体を持つ戦艦を中心とする艦隊を指向する海軍軍戦備・建艦政策および戦略思想のことである。
大艦大砲主義、巨砲大艦主義、巨砲巨艦主義、巨艦巨砲主義とも言う。

## 概説

### 背景
13世紀後半ごろ手持ちのハンドキャノンがガレー船で使用された。14世紀に入ると大型の鉄製カノン砲3門がイギリスの軍艦に艦砲として搭載された。
西欧では15世紀に外洋航海能力を持つ帆船キャラック船などが開発され大航海時代が始まった。15世紀末にはコロンブスがアメリカ大陸を発見しヴァスコ・ダ・ガマが喜望峰を越えてインドに到達した。
西欧の帆船の優れた航海能力と艦砲の威力によりイスラムの艦隊を打ち負かし、インド洋から東南アジアにかけての制海権を確立した。16世紀にはガレオン船が開発され西洋の海洋技術は更に発展する。イスラム圏は絶望的に遅れてしまい時代が進むにつれ西洋との格差はさらに開いていった。16世紀半ばにポルトガル船が日本の種子島に漂着し日本への航路が発見される。
その後、帆船の大艦巨砲化は進み100門以上もの大砲が搭載可能な戦列艦が開発された。世界の海洋と物流は大半が西欧列強の支配するものとなり、莫大な富と資源と情報と労働力が西洋に集中し17世紀に科学革命が起こり近代科学は西欧を中心に発達し、18世紀半ばから19世紀にかけて産業革命が起こった。
19世紀末ごろから主に蒸気機関の発達によって大型で高速の艦艇が作れるようになり艦砲も大型化し威力も増大した。大艦に大型砲を多く搭載する考えが世界の主要海軍国で支持されていた。日本では日清戦争のころに“大艦巨砲主義”が芽生えた。
日露戦争の戦訓により画期的な戦艦ドレッドノートがイギリスで誕生し以後の戦艦設計の範となった。その後、主砲、装甲、射撃管制装置などの発達により戦艦はいっそう大型化し超弩級戦艦が開発されるに至った。
第一次世界大戦後の軍縮条約により戦艦の建造は一時停止した。その後日本は条約を脱退し最大級の大艦巨砲艦を建造し西欧列強に挑戦した。第二次世界大戦の終結により大艦巨砲の時代は終了した。

### 思想の変遷
19世紀末のイギリスでは41.3cmの大口径砲を搭載するヴィクトリア級戦艦が竣工するなど海軍の大艦巨砲化は一層進んだ。
強力な戦艦に対し19世紀半ばのフランスにおいて「青年士官派」（青年学派）と呼ばれる海軍戦術理論家グループが台頭してきた。「優勢なイギリス海軍の戦艦に対抗するために、フランスは高速水雷艇を主力とすべき。戦艦1隻の建造費で水雷艇を60隻建造できる。新開発の魚雷を使用すれば戦艦の撃沈が可能である」という主張であった。1861年5月と6月の演習では20隻余の水雷艇により戦艦8隻の大半が撃沈と判定された。これにより大型艦による近接封鎖が不可能であると証明された。
フランス共和国議会は1881年に戦艦の建造を一時停止し70隻の水雷艇を建造する予算を可決した。「青年士官派」の領袖のH.L.T.オーブ提督が海軍大臣に就任すると更に水雷艇100隻の建造計画を可決させた。当時イギリス戦艦の主砲は大口径大威力だが発射速度が遅く、高速で操作性に優れた小艦艇への対処は困難でありイギリス海軍にとっては真に脅威であった。
高速水雷艇と魚雷の発明により「戦艦無用論」が盛んになったが、イギリス政府は1881年に高性能の速射砲を募集し米ホチキス社やスウェーデンのノルデンフェルト社の砲を副砲として採用した。またイギリスのエルジック社は高い発射速度を持つ4.7インチ砲および6インチ砲を開発し1887年より各艦に搭載され、さらに水雷艇駆逐艦が1892年より計画建造された。
1887年にアルフレッド・セイヤー・マハンは米海軍大学校で講義を行い、米海軍の伝統的考えは沿岸防衛と商船護衛だったが「米海軍の主目的は敵海軍であり、制海権保持のためには何より戦艦が必要で、従来の防衛的な巡洋艦中心は改めるべきだ」とした。1890年には『海上権力史論』が刊行され各国で評価研究された。
1914年6月にイギリスのパーシー・スコット海軍中将は「タイムズ」紙で、多数の潜水艦と少数の巡洋艦による海軍を提唱し戦艦の建造計画に反対した。敵戦艦の陸上砲撃、封鎖、船団護衛、艦隊戦、などの任務は潜水艦で妨害できるためである。
第一次世界大戦が勃発し1916年のユトランド沖海戦でイギリスとドイツの弩級戦艦・超弩級戦艦による砲戦が発生し装甲薄弱な巡洋戦艦の爆沈が相次いだ。それまで戦艦は速度を、巡洋戦艦は防御力を妥協していたが、そのような設計の問題点が明らかになった。各国の大艦巨砲主義は一層強まり、速力と防御力の向上を追求した高速戦艦（ポスト・ジュットランド戦艦）が建造された。
同時にドイツは海上において通商破壊を強化、特に制海権を確保するための潜水艦を用いた無制限潜水艦作戦を実行、これは海戦のあり方をかえるものだったが、イギリスは護送船団で対抗した。
大陸では塹壕戦により膨大な犠牲を出しながらの膠着状態が続いたが、海上のイギリス戦艦群などによりドイツは海外との貿易が絶たれ経済的に崩壊しかねない状況に追い込まれてしまい、国内の飢餓と海軍の反乱によりドイツは停戦に応じた。戦後、ドイツ敗北の最大の原因は英国海軍による海上封鎖であることが確認された。
戦後、巨大戦艦の建造競争が日米英で始まるが1921年開催のワシントン海軍軍縮条約により戦艦の建造は一時停止された。
アメリカ陸軍のウィリアム・ミッチェルは空軍独立論と戦艦無用論を提唱しており1921年7月に大規模な爆撃実験を行い標的である静止状態のドイツ戦艦を撃沈した。
日本海軍の1939年（昭和14年）の昼間雷撃訓練では、艦攻30機、陸攻36機による演習魚雷64本が、目標の戦艦戦隊に対し命中49発を記録した。これにより航空機で敵戦艦部隊を撃滅することが可能であることが実証された。井上成美は1941年（昭和16年）1月に陸上攻撃機による雷撃を中心とする「新軍備計画論」を海軍大臣に提出した。
太平洋戦争緒戦の真珠湾攻撃やマレー沖海戦などにより航空主兵論や空母優位の主張が強まったものの海軍の主流は戦艦主兵で航空機は補助であった。
1943年末の大規模対日侵攻作戦を指揮したレイモンド・スプルーアンス提督は戦艦や重巡を主力として日本戦艦群に艦隊決戦を挑み、空母は後方に配置する作戦計画であった。
日本海軍は大和型戦艦という最大の大艦巨砲艦を建造しながらも艦隊決戦に応じることができなかった。

## 歴史

### 近代以前の軍艦
15世紀の大航海時代でアフリカ、南北アメリカ、オーストラリア大陸の先住民たちは西欧人の火砲に対し有効な対処法を持たなかった。ヴァスコ・ダ・ガマは1502年の航海でインドのカレクト王国（コーリコード）に到着し、商船を襲撃略奪し、市街地に砲撃を加え、攻撃してきたカレクト艦隊を撃破し帰国した。1509年2月3日にディーウ沖の海戦でポルトガルは勝利しインド洋の制海権を獲得した。
当時の西欧の帆船にはカルバリン砲が搭載されており敵船の甲板上や砲蓋を砲撃し敵兵を殺傷した。16世紀末にはより強力なカノン砲が搭載され敵船の舷側や帆柱を破壊することが可能となった。
西欧は砲の数だけでなく製鋼技術も優っており1571年10月7日のレパントの海戦でイスラム軍から奪った215門の青銅砲は「金属の質が極めて悪く」使用できず、すべて溶解して素材として使われた。船の防御については産業化以前の装甲艦などの先例がある。
日本においては織田信長が天正6年（1578年）に建造した7隻の鉄甲船が最初期の大艦巨砲である。慶長18年（1613年）には仙台藩の伊達政宗が西欧式のガレオン船であるサン・ファン・バウティスタ号を建造し慶長遣欧使節をスペインやローマに派遣した。その後、江戸幕府は鎖国の方針に移行し日本の大艦巨砲化は途絶えた。
1840年にイギリスと清国によるアヘン戦争が勃発し、イギリスは2隻の戦列艦ウェレスリー号（砲72門）やブレンハイム号（砲74門）を含む軍艦16隻を派遣したが清国海軍のジャンク船は弱体で小型のネメシス号（660t、砲2門）に容易に撃破された。
日本は嘉永6年（1853年）の黒船来航により開国した。文久3年（1863年）には下関戦争や薩英戦争が勃発し、日本の砲台は破壊され船舶が沈み市街地が焼かれるなど列強の軍艦により多大な損害を受けた。
西欧では大砲技術が発達し艦砲で撃沈が可能になると、舷側に穴を空けて多数の艦砲を並べると被害を受けやすくなった。そのため砲数を減らし、1門あたりの威力を高め、敵艦砲に耐える装甲を施すこととなり、装甲艦の時代となった。技術開発が進み、砲の大きさ（口径・口径長）が威力と比例するようになった。戦列艦から装甲艦への移行期には小型化が見られたものの、大砲･動力･造船技術の進歩にしたがって軍艦は巨大化していった｡そして木製艦体に装甲を施した装甲艦から、艦体自体を鉄鋼製とした艦へと移行、大型の艦体と搭載砲を持つ戦艦と、小型の偵察などを目的とする巡洋艦へと分岐した。

### 近代的戦艦からドレッドノート（弩級戦艦）まで
近代的装甲艦が使用された最初の戦いは明治27年（1894年）の日清戦争における黄海海戦であった。日本は予算不足から戦艦を購入することができず艦隊旗艦は防護巡洋艦の「松島」だったが、大国であり日本に対し経済力で優っていた清国は東アジア最強の北洋艦隊を編成し、ドイツから当時最大級の定遠級戦艦2隻を購入した。
この海戦で日本艦隊は優れた戦術運動と兵の高い戦意により多数の命中弾を与えた。旗艦「定遠」は159発の命中弾を受けたが厚い装甲により損害は最小限であった。しかし弾薬不足と他の艦艇の損害のため退却した。日本の旗艦「松島」は鎮遠の主砲弾により装薬が誘爆し多大な犠牲を出した。戦艦の厚い装甲と巨砲は深刻な脅威であった。
近代戦艦の始祖とされるのはロイヤル・サブリン級戦艦である。なお、1895年から順次竣工したマジェスティック級戦艦が、30.5 cm砲4門の主砲を搭載、そしてその砲の威力に対応する装甲を持つ前弩級戦艦の基本形を確立した。
日露戦争において1904年8月10日に世界初の近代戦艦同士の海戦である黄海海戦が発生した。同海戦で損傷したロシア戦艦「ツェサレーヴィチ」が青島に入港し武装解除された。英国は同艦の被害状況を調査した。また日本の同盟国であり指導的立場であった英国海軍は観戦武官を派遣しており日本海軍の作戦や戦備について詳細な情報を得ていた。これにより「主力は戦艦、主砲は大なるを要す、厚い装甲と優速が必要、砲戦距離は1万メートル以上、衝角（ラム）は不要、戦艦の最大の沈没原因は火薬庫の爆発」などの戦訓を得た。
イギリス海軍は同海戦直後に極秘の「設計委員会」を設置し、1905年春に戦艦「ドレッドノート」の設計が完了した。
そして世界の海軍を一挙に引き離すため、ポーツマス工廠では他の工事を全て中止し、極秘裏に起工し記録的短期間で同艦を完成させた。
こうして1906年に竣工した「ドレッドノート」は、従来の戦艦に比べて飛躍的に向上した攻撃力と機動力を有し、建造中の戦艦をも一気に旧式にするほどの衝撃を与えた。そのためこれ以後世界の海軍は「ドレッドノート」を基準とし、これらを弩級戦艦と称する。

### 第一次世界大戦と超弩級戦艦

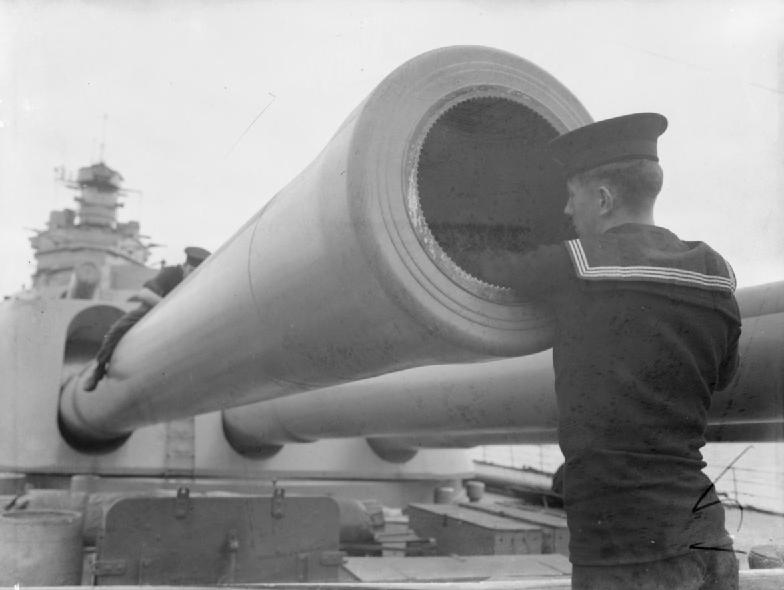
「ネルソン」の16インチ砲

ドレッドノートが1906年に竣工したのに対しドイツは遅れ1909年から1910年にかけてナッサウ級戦艦4隻を竣工させ弩級戦艦の建艦を始めるが、1912年にイギリス海軍はオライオン級戦艦を竣工させ超弩級戦艦の時代へと進めた。1914年7月28日に勃発した第一次世界大戦においてイギリスは超弩級戦艦23隻と超弩級巡洋戦艦6隻を保有したが、ドイツは大幅に立ち後れ超弩級艦はバイエルン級戦艦2隻が完成しただけであった。
世界大戦の勝敗が決定された日について多くの歴史家は「躊躇なく1914年8月2日を挙げるであろう」。この日、イギリス海軍大臣ウィンストン・チャーチルが海軍動員令を発した。
開戦直後の時点でドイツの敗北は確定的であった。イギリス海軍の海上封鎖によりドイツ国内は食糧物資不足に陥る。国際法上、中立国商船のドイツ入港は認められ最低限の物資は届いていたが強力なイギリス戦艦群による海上封鎖を打破できる見込みは無く陸上では先の見えない塹壕戦が続いていた。
追い詰められたドイツは1917年2月に潜水艦Uボートによる無制限潜水艦作戦を実施したが、英国の護送船団方式の採用と護衛艦隊の対潜戦技術の進歩によりドイツ海軍の計画は破綻した。さらにアメリカも参戦し、加えて戦時下でも中立国の商船に一定の権利を与えていた「ロンドン宣言」は破棄されドイツへの海上封鎖は徹底された。
ドイツの選択肢は「衰弱しつつ国家崩壊」か「絶望的な決戦を挑む」の2つであった。1918年10月末にドイツ海軍は「死の航海命令」と呼ばれるイギリス艦隊との決戦を命令した。しかし10月29日にキール軍港で水兵1000名が出撃命令を拒否し11月4日には反乱が組織化（キールの反乱）されドイツ革命に発展し11月11日の休戦条約により世界大戦は終結した。
第一次世界大戦を終結させた中心的な役割の兵器はイギリス海軍の超弩級戦艦群であった。大戦後は日本の八八艦隊やアメリカのダニエルズ・プランによる超弩級戦艦の建艦競争が加速したが1921年のワシントン軍縮会議におけるワシントン海軍軍縮条約締結により中止（海軍休日）された。

### 第二次世界大戦と条約型以降の戦艦
「主力艦」たる戦艦部隊同士の砲撃戦によって海戦ひいては戦争そのものの勝敗が決まるとされ、巡洋艦や駆逐艦などの戦艦以外の艦艇は主力艦の「補助艦」とされた。戦艦を保有できない中小国の海軍でも、限定的な航続距離・速力の海防戦艦と呼ばれる艦を建造し、戦艦に近い能力を持とうとした例も多く見られた。この時期の戦艦は大戦後の核兵器と同様の戦略兵器であり、他国より強力な戦艦は国威を示すものだった。
欧州で1928年8月に起工されたドイッチュラント級装甲艦により建艦競争が始まり、ドイツ、フランス、イタリアは同国史上最大級の38cm砲戦艦を建造し、さらに40㎝砲戦艦のプランも有ったが大戦勃発により中止された。
1934年12月に日本はワシントン海軍軍縮条約の破棄を通告し1936年1月15日にはロンドン海軍軍縮条約も脱退した。アメリカは日本に対抗するため40.6cm砲戦艦の建造を開始した。
日本海軍は1930年代初頭から条約破棄の方針であり秘密裏に46cm砲の研究を進めていた。当時の水上艦は水平線の向こう側の敵艦に対する攻撃手段を持ちえなかった。そこで観測機の射弾観測によるアウトレンジ戦法が研究され、またパナマックスによる制限を鑑みて大和型戦艦を建造した。

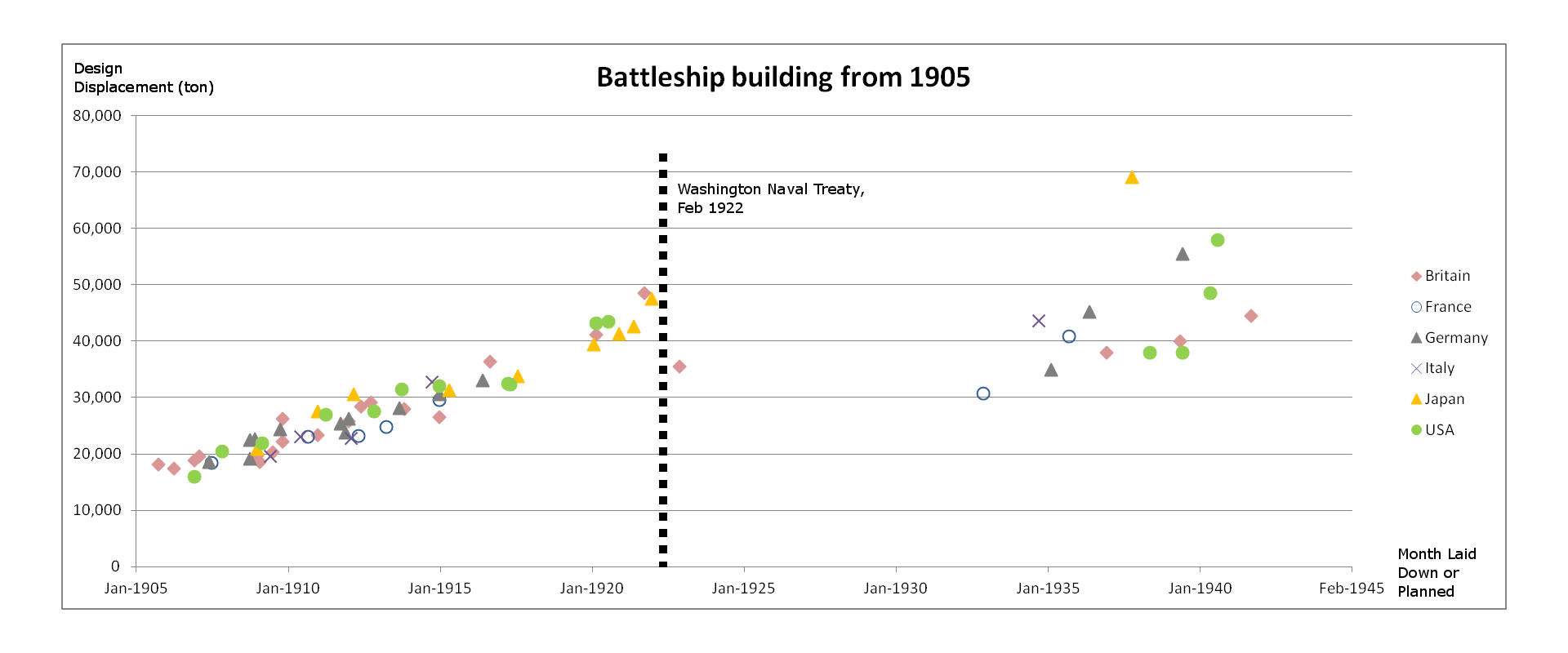
1905年から1945年までに建造された戦艦の排水量グラフ。軍艦のサイズやパワーは第一次世界大戦をはさんで急速に増大した。多くの海軍国による建艦競争は1922年のワシントン軍縮条約でいったん終わりを迎えたが、第二次世界大戦が近づくにつれ再び増加する

ワシントン条約期間中に建造されたフランス戦艦ダンケルク級（1937年竣工）以降、第二次世界大戦終結までの9年間に建造された戦艦は27隻だった。
そして、大戦中にアメリカのアイオワ級戦艦が4隻就役し、戦後に完成したイギリスの「ヴァンガード」とフランスの「ジャン・バール」を最後に、新たな戦艦は建造されていない。

### ドイツと英国およびソ連
第二次世界大戦における英独戦艦は以下の通り。
- イギリス - クイーン・エリザベス級5隻、リヴェンジ級5隻、ネルソン級2隻、レナウン級2隻、フッド級1隻、キング・ジョージ5世級5隻（計20隻）
- ドイツ - ビスマルク級2隻、シャルンホルスト級2隻（計4隻）

1940年6月14日、ドイツの電撃戦によりフランスの首都パリが陥落した。ドイツは英国に対しては和平を希望していたが、新首相チャーチルは国民に徹底抗戦を呼びかけ、中立国のスイス、スウェーデン、バチカン（教皇庁）を通じて打診した和平案も拒絶された。7月19日ドイツ国会にてヒトラーは英国に和平の演説を行うが、7月22日英国外相ハリファクス卿は正式に和平拒否を宣言した。またドイツは様々な工作を行うも成功しなかった。
1940年8月より10月にかけてドイツは英国本土航空戦・バトル・オブ・ブリテンを始めたが失敗した。
さらに英国海軍の海上封鎖を受けドイツ国民の困窮が始まっていた。欧州の大半を支配したが海を通じた全世界へのアクセスが閉ざされているため、ドイツは大陸の西端の一角に閉じ込められた状態であった。
1941年5月10日、元ナチス副総統ルドルフ・ヘスがBf110でイギリスに飛び立ち和平交渉を申し出たが拘束された。
ソ連からは、農作物、鉱物資源、石油などが供給され、さらに英国の海上封鎖の抜け穴としてソ連船により日本、満州、アフガニスタン、イランなどの物資が送り届けられていた。しかし不十分であった。ソ連攻略に成功すれば広大な領土と膨大な物的／人的資源が得られるはずであった。
1941年6月22日、独ソ戦が勃発する。しかしドイツ軍の電撃戦はモスクワ手前で停止し、以後、国力差によりソ連軍に圧倒されていった。

### 日本と米国
第二次世界大戦における日米の保有戦艦数は以下の通り。
- 日本 - 金剛型4隻、扶桑型2隻、伊勢型2隻、長門型2隻、大和型2隻（計12隻）
- 米国 - ワイオミング級1隻、ニューヨーク級2隻、ネバダ級2隻、ペンシルベニア級2隻、ニューメキシコ級3隻、テネシー級2隻、コロラド級3隻、ノースカロライナ級2隻、サウスダコタ級4隻、アイオワ級4隻（計25隻）[注 27]

対米戦に際し海軍中央（軍令部）は南方資源地帯の確保後にマーシャル諸島での艦隊決戦を想定していたが山本五十六は反対し、正規空母6隻の第一航空艦隊による真珠湾攻撃を承認させた。第一航空艦隊は、真珠湾、南方作戦、インド洋作戦などで大きな成果を挙げた。しかし海軍の主流は戦艦主兵であり、航空隊は補助兵力としての地位を高めただけで有った。その後ミッドウェー海戦で空母勢力は壊滅し、翌月第一航空艦隊は解体され第三艦隊として再編された。
日本海軍は基地航空隊支援の下での艦隊決戦を企図した。1942年2月より陸上攻撃機による米戦闘艦への爆撃が始まり、5月からは航空雷撃が実施された。
日本機はラバウルから約1000km離れた米艦隊やガダルカナル島に対し「アウトレンジ」での先制攻撃を仕掛けた。しかし戦果はほとんど無く、陸攻隊は未曾有の大損害を被っていた。海軍航空隊が撃沈した米巡洋艦はシカゴだけであり、さらに大型で強力な米戦艦を基地から離れた洋上で航空機により撃沈することは遂に不可能であった。
戦艦は主砲射程が30,000メートルを超え、その威力は陸上機や空母機に比べ遙かに強大であった。しかし陸攻や艦攻は敵艦に対し距離1000mまたは数百mまで接近して魚雷を投下する必要があった。米軍の5インチ高角砲の射程は10,000m以上でありMk.37 GFCSに制御され高い射撃精度が発揮された。さらにボフォース社製40mm機関砲の有効射程も4,000mに達し、陸攻隊は魚雷投下前に一方的に撃たれ多数が撃墜撃破されていた。日本海軍航空隊の損害の一部は敵戦闘機によるが、大部分は米艦隊の対空砲火によるものであった。ガダルカナル島からの撤退により日本の攻勢は終了した。
米国の開戦前の基本戦争計画はマーシャル諸島およびカロリン諸島を攻略しトラック島に前進基地を設置するというものであった。山本はオアフから出撃した米艦隊に対し攻撃に向かうであろう。
これにより日米戦艦による激しい艦隊決戦が予想された。しかし真珠湾攻撃により戦艦の日米比率は逆転し米海軍の策定していた計画は実施不可能となりハズバンド・キンメル提督は更迭された。
米海軍トップのアーネスト・キングは1942年2月5日、米本土西岸の戦艦6隻ほか艦隊で日本軍を攻撃することを命じたが太平洋艦隊のチェスター・ニミッツは反対した。撃沈されてしまうことが歴然としていたからである。アーネスト・キングは可能な限り早く太平洋で攻勢を掛けようとした。遅れるほど日本軍の戦力は充実し太平洋の島々の防備が固められ米軍は多大な犠牲を強いられるからである。しかし日本海軍は依然として強力な存在と認識されており反対意見が相次いだが、キングの熱心な主張により1943年末に大規模侵攻作戦を実施することが決定された。
日本艦隊はトラック島に集結し、米艦隊によるギルバート、マーシャル侵攻が有れば直ちに出撃し艦隊決戦を挑む計画（Z作戦）であった。
1943年10月15日、ニミッツはガルヴァニック作戦を発動し、スプルーアンス提督指揮の下、新型戦艦5隻、旧型戦鑑7隻、艦隊型空母6隻を含む大艦隊がギルバート諸島攻略に向けて出撃した。
しかし日本艦隊が艦隊決戦を挑んでくることは無かった。空母機がろ号作戦・ブーゲンビル島沖航空戦に投入されたことにより壊滅状態であったためである。陸攻隊が出撃したギルバート諸島沖航空戦では大戦果が報告されたが、ほとんど誤認であった。
米機動部隊は1944年2月17日のトラック島空襲により日本海軍最大の根拠地に壊滅的打撃を与えた。これにより日本海軍の洋上迎撃作戦は破綻し日米の艦隊決戦が実現することは遂に無かった。
艦隊決戦の役割から解放された米戦艦群は、島々の日本軍陣地に対し陸上砲撃を実施し、戦争末期には日本本土への艦砲射撃も行った。米戦艦の威力は強大であり、日本陸軍の防衛計画は破壊されていった。

### 大戦後
戦艦が最後に実戦で使われたのは1991年の湾岸戦争で、アイオワ級戦艦「ミズーリ」と「ウィスコンシン」が出撃し無人偵察機による弾着観測射撃や巡航ミサイル攻撃を実施し､主に対地上作戦で一定の戦果を挙げている｡

## 賛否
大砲の種類統一とタービン機関による高速化という弩級戦艦の理念と比較して、超弩級戦艦以降の敵戦艦より大型の大砲、より厚い装甲という単純な攻防力向上が要求された大艦巨砲主義は、戦艦の大型化と共に建造・運用コストの肥大化に繋がった。コストの肥大傾向はユトランド沖海戦の戦訓による、水平甲板の強化とさらなる高速化の要求で加速した。ドイツとの建艦競争で超弩級戦艦を建造して大艦巨砲主義の先鞭をつけたイギリスだが、第二次ロンドン海軍軍縮会議時には弩級戦艦への回帰を提唱した。一方、日米は互いの対抗意識から大艦巨砲主義を更に推進し、特に日本は量より質を求めて大砲の大型化を推進した。
太平洋戦争において日本は戦艦を2隻建造した。昭和9(1934)年10月に軍令部参謀の松田千秋中佐起草の新戦艦要求案が海軍艦政本部に提出され協議が行われたことによる。米艦隊を迎撃し、制空権下の艦隊決戦によって撃滅するという基本方針から割り出された戦力は、18in砲搭載艦2隻で十分という判断であった。これは大艦巨砲主義に徹したことによるものである。
これに対して1940年時点で米海軍はノースカロライナ級戦艦2隻・サウスダコタ級戦艦4隻・アイオワ級戦艦4隻、計10隻の建造を開始しており、この動向および各艦の性能は日本側も把握していた。
大艦巨砲主義や航空優位思想の意味は多義的なもので、その種の批判はイデオロギーであるとする意見もある。
戦後、日本海軍の砲術出身の大艦巨砲主義者は次のように語っている。
- 福留繁中将は「多年戦艦中心の艦隊訓練に没頭してきた私の頭は転換できず、南雲機動部隊が真珠湾攻撃に偉効を奏したのちもなお、機動部隊は補助作業に任ずべきもので、決戦兵力は依然、大艦巨砲を中心とすべきものと考えていた」と反省を語っている[55]。

- 中澤佑中将は「私は今日（昭和52年・1977年）に於いても、なお真珠湾攻撃はしなかった方が 良いと思っている。」 として洋上決戦の可能性を潰した山本五十六を批判した[56]。

- 松田千秋少将は「長年に渡って営々努力して、築き上げてきた軍令部の作戦計画をひっくり返した。」として真珠湾攻撃を強行した山本五十六は海軍大臣ならいいが、軍事作戦に関与すべき人物ではなかったと主張した[57]。

- 横山一郎少将は「真珠湾は失敗だった。」「日本は航空主兵で戦を始めた事が間違い。大艦巨砲で戦うべきだった。 」[58]と語る。

- 黛治夫大佐は日本戦艦の主砲の命中精度は米戦艦の3倍と圧倒的に優秀なのだから砲撃主体の艦隊決戦を挑むべきだったと生涯主張し続けた[59]。

戦後、大艦巨砲主義に反対していた日本海軍の航空主兵論者たちは次のように語っている。
- 源田実大佐は、海軍が大艦巨砲主義から航空へ切り替えられなかったのは組織改革での犠牲を嫌う職業意識の強さが原因だったと指摘する。「大砲がなかったら自分たちは失業するしかない。多分そういうことでしょう。兵術思想を変えるということは、単に兵器の構成を変えるだけでなく、大艦巨砲主義に立って築かれてきた組織を変えるとことになるわけですから。人情に脆くて波風が立つのを嫌う日本人の性格では、なかなか難しいことです」と語っている[60][61]。
- 奥宮正武中佐は、戦艦無用論も含む航空主兵論は戦前極端とも見られたが、太平洋戦争の経過がその見通しがほぼ正しかったことを証明したとして、とくに航空関係者が嘆いていたのは、大艦巨砲主義の下で作られる戦艦の建造費、維持費など莫大な経費が浪費される割にほぼ戦局に寄与しないことであり、それを航空に回せばより強力なものができると考えていたと語っている[62]。

アニメ監督の宮崎駿は、日本人は、大型より小型の兵器を好む傾向があり、白村江や、秀吉水軍が李朝水軍に敗れた歴史上の事実は忘れられ、世界最大最強の大和と武蔵を保有しながら脆弱な空母と航空機に頼って戦争を始めたと指摘する。